# Thereva porrectifrons
Thereva porrectifrons är en tvåvingeart som beskrevs av Krober 1937. Thereva porrectifrons ingår i släktet Thereva och familjen stilettflugor. Inga underarter finns listade i Catalogue of Life.